# Distretto di Toba Tek Singh
Il distretto di Toba Tek Singh (in urdu: ضلع ٹوبہ ٹیک سنگھ) è un distretto del Punjab, in Pakistan, che ha come capoluogo Toba Tek Singh. Nel 1998 possedeva una popolazione di 1.621.593 abitanti.